# Rhein-Nadel Automation

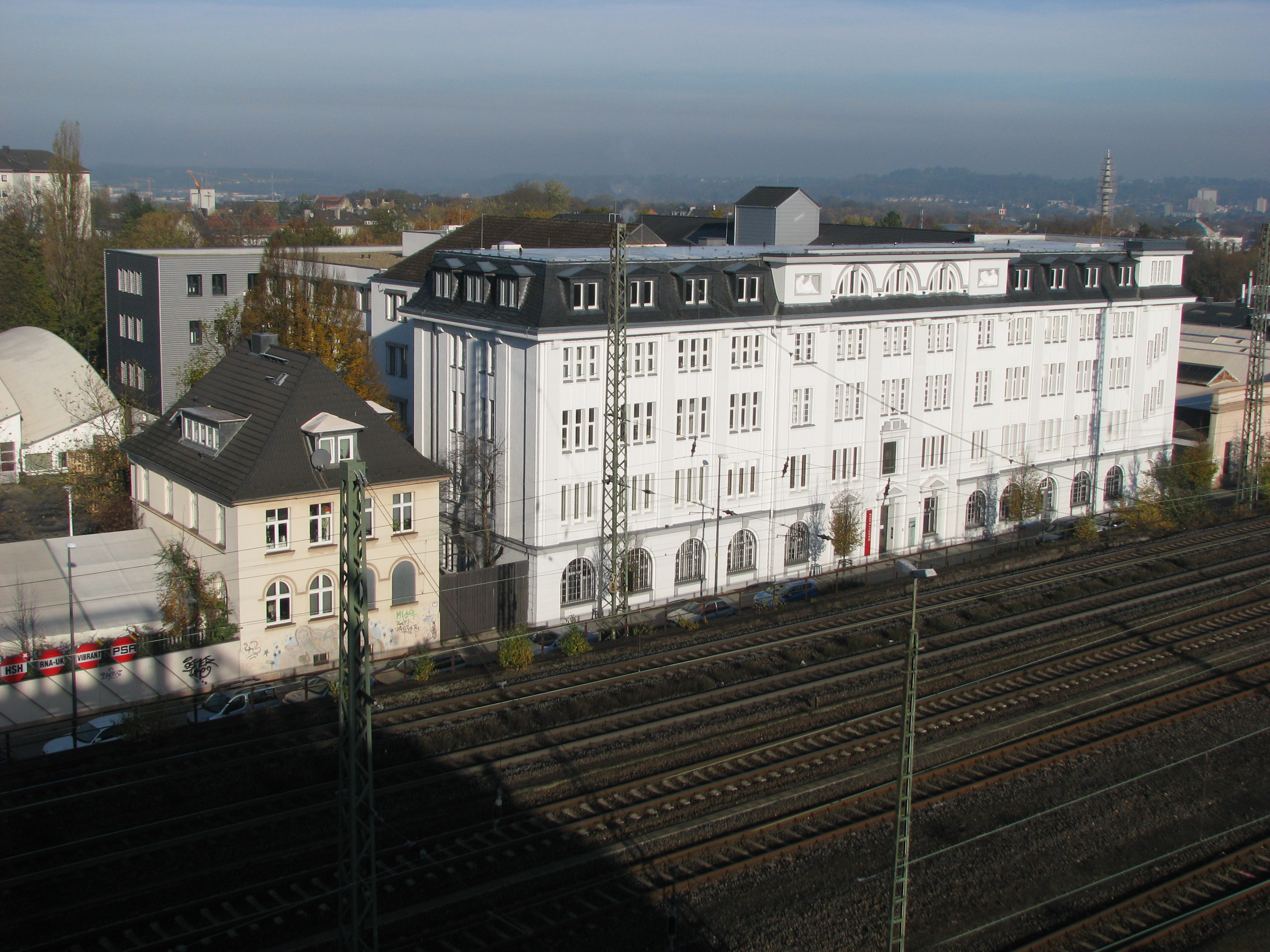
Rhein-Nadel Automation mit dem ehemaligen Nadelfabrikgebäude im Vordergrund, jetzt Haus der Identität und Integration

Die Rhein-Nadel Automation GmbH (RNA) ist ein deutsches Maschinenbauunternehmen mit Hauptsitz in Aachen, Reichsweg 19–23, im Aachener Ostviertel. Das familiengeführte Unternehmen entwickelte sich 1972 aus der 1898 gegründeten Rheinischen Nadelfabrik AG, die Anfang der 1920er-Jahre mit rund 2000 Mitarbeitern zu den größten Nadelherstellern der Welt zählte. Bedingt durch den allmählichen Niedergang der traditionellen Aachener Nadelindustrie ab Mitte des 20. Jahrhunderts, die bei dem Unternehmen Rhein-Nadel in der Einstellung der Maschinennadelproduktion im Jahr 2004 mündete, spezialisierte sich die Firma auf die Bereiche der Automation und Zuführtechnik, in denen es mittlerweile zu den Marktführern gehört.
Das ehemalige und im Jahr 1924 nach Plänen von Josef Pirlet errichtete Hauptgebäude der 2004 geschlossenen Nadelfabrik wurde zwischen 2010 und 2012 an die Stadt Aachen verkauft, die es zum „Haus der Identität und Integration“ (umgangssprachlich „Nadelfabrik“ genannt) umbaute. Darin wurden anschließend unter anderem das Stadtarchiv Aachen, die Geschäftsstelle des Stadtsportbundes Aachen und das kommunale Integrationszentrum Aachen sowie mehrere sozialpädagogisch ausgerichtete Vereine wie der Box-Gym des PTSV Aachen und andere Institutionen untergebracht.

## Geschichte
Bereits seit dem späten Mittelalter gehörte in Aachen die Nadelproduktion neben dem Tuchmacherhandwerk zu den prägenden und florierenden Wirtschaftsunternehmen und die Nadler organisierten sich in einer eigenen Zunft. Besonders im 19. Jahrhundert kam es zu einer Vielzahl von Neugründungen und eine von diesen war das 1830 eröffnete Nadlerwerk von Hermann J. Neuss auf der Pletschmühle vor dem Adalbertstor. Sein Sohn Hubert Friedrich (Fritz) wandelte am 5. April 1898 dieses Familienunternehmen, das er mit einem seiner Brüder und zwei seiner Söhne leitete, in eine Aktiengesellschaft um und firmierte fortan als Rheinische Nadelfabriken AG. Zu jener Zeit existierten in Aachen 34 Nadelfabriken mit mehr als 4000 Mitarbeitern und Rheinnadel musste sich in dieser Gemengelage behaupten. Deshalb investierte das Unternehmen ab 1906 zusätzlich in den Fahrrad- und Automobilhersteller Falke & Co. in Mönchengladbach, war aber weiterhin hauptsächlich zuständig für die Produktion und den Vertrieb von Näh-, Steck- und Anstecknadeln sowie Haushalts-Nähmaschinennadeln.
Damit übernahm sich Rheinnadel jedoch und wurde 1911 von den Banken gezwungen, den externen Unternehmer Walter Hesse als Leiter des Unternehmens zu übernehmen. Sein Konzept war die Verringerung der Produktionsüberkapazitäten durch Übernahmen, die Aufrechterhaltung von Marken, die Übernahme von Maschinen sowie Personalabbau. Noch während des Ersten Weltkrieges übernahm Rheinnadel zahlreiche weitere Nadelfabriken, darunter die Burtscheider Firma Philipp Heinrich, Pastors Söhne sowie später das Thüringer Unternehmen Wolff, Knippenberg & Co in Ichtershausen. Ab 1919 übernahm die Firma Aktienanteile der Fafnir-Werke in Aachen und übernahm dort unter anderem die Speichen- und Nippelproduktion. Damit erweiterte das Unternehmen seine Produktpalette erstmals außerhalb der Nadelherstellung. Hesses Sanierungs-Konzept ging auf und es wurden die erfolgreichsten Jahre mit mittlerweile erneut über 2000 Mitarbeitern.
1926 zog das Unternehmen in den Aachener Reichsweg um, nachdem dort der von Josef Pirlet entworfene Neubau fertig gestellt worden war. Bis 1939 konnte Rheinnadel um die Anzahl von 14 Unternehmensbereichen für die Produktion verschiedener Nadelarten, Reißverschlüsse, Motorradkränze, Haarschneidemaschinen und Verpackungsbänder expandieren. Während des Zweiten Weltkrieges musste die Produktion größtenteils eingestellt oder ausgelagert werden. Rheinnadel verlegte seine Maschinen überwiegend nach Eupen in Belgien, wo diese gegen Kriegsende von der belgischen Regierung eingezogen und dem Drahthersteller Bekaert (BEKA) übertragen wurden.
Im Jahr 1945 erhielt Hesse von der amerikanischen Militärregierung in Aachen die Erlaubnis, seine Produktionsstätten in Aachen wieder aufzubauen und benannte zugleich seine Firma in Rheinische Nadelfabriken GmbH um. Zehn Jahre später übernahmen die Brüder Herbert und Horst Pavel das Unternehmen, wobei Herbert Pavel der Geschäftsführende Gesellschafter wurde. Es folgten weitere Zukäufe und neue Beteiligungen sowie die Übernahme der alt eingesessenen Firma Hugo Heusch & Co, in der bereits die Nadelfabrik von Laurenz Jecker aufgegangen war. Nachdem die Firma vermehrt in den Sektor Maschinenbau investiert hatte, wurde sie 1968 erneut umfirmiert in Rheinnadel Maschinenbau. Im Jahr 1972 übernahm Klaus Pavel, Sohn von Herbert Pavel, dessen Posten des Geschäftsführenden Gesellschafters und gab dem Unternehmen den noch heute bestehenden Namen Rhein-Nadel Automation GmbH.
Bedingt durch den allmählichen Niedergang der traditionellen Aachener Nadelindustrie vollendete Pavel in den folgenden Jahren den Strukturwandel, den sein Vater bereits angestoßen hatte, und spezialisierte sein Unternehmen schwerpunktmäßig auf dem Gebiet der Zuführtechnik, die der Firma den Aufstieg zu einem der Marktführer der Branche ermöglichte. Mehrere Übernahmen von Maschinenbau-Unternehmen sowie Gründungen von Tochterfirmen und Niederlassungen in Deutschland, der Schweiz, Großbritannien und Spanien folgten. Obwohl er bis 1994 noch mehrere Nadelfabriken übernommen hatte, darunter die BEKA aus Eupen und Lammertz aus Aachen, schloss Pavel im Jahr 2003 die letzte verbliebene Nadelproduktionssparte bei Rhein-Nadel und damit zugleich die letzte entsprechende Produktionsstätte in der Stadt Aachen.
Rhein-Nadel konzentrierte sich fortan ausschließlich auf die Bereiche der Automation und Zuführtechnik und erschloss neue Märkte in Ostasien und Osteuropa. Zu Beginn des Jahres 2014 übernahm in dritter Generation Klaus Pavels Sohn Christopher Pavel die Leitung. Dieser investierte zunächst in die Erweiterung des Firmengeländes und in den Neubau eines neuen Hauptgebäudes sowie einer neuen Fertigungshalle und verfolgt die Unternehmensphilosophie seines Vaters.
Das mittlerweile nicht mehr benötigte und unter Denkmalschutz stehende ehemalige Hauptgebäude für die Nadelherstellung veräußerte Pavel an die Stadt Aachen, die den Komplex in ein attraktives sozial-pädagogisches und kulturelles Stadtteilzentrum und städtisches Bürohaus umfunktionierte. Hauptnutzer ist das Stadtarchiv Aachen, das sich dort mit seinen Beständen unter zeitgemäßen Bedingungen einquartierten konnte, da die Voraussetzungen am vorherigen Platz im Aachener Grashaus nicht mehr erfüllt wurden.

## Tochtergesellschaften, Niederlassungen und Ausrichtungen
Im Hauptsitz in Aachen und den beiden in den 1980er-Jahren eingerichteten Außenwerken in Lüdenscheid und Ergolding findet vor allem die Entwicklung und der Bau von Standardzuführsystemen, flexiblen linearen Hochleistungszuführsystemen und flexiblen Zuführsystemen mit integrierter Robotertechnologie statt. Passend dazu sind die Tochterunternehmen wie folgt ausgerichtet:
- „HSH“ in Herzogenbuchsee im Kanton Bern in der Schweiz wurde gegründet in den 1980er-Jahren. Es konzentriert sich auf die Produktion von mehrbahnigen Sortiersystemen und Großgeräten;
- „RNA-UK“ in Birmingham im Vereinigten Königreich wurde ebenfalls in den 1980er-Jahren gegründet. Es entwickelt vor allem Zuführtechnik abseits der Vibrationstechnik, wie beispielsweise Beutelzuführungen, Zentrifugen oder Tabletteninspektionssysteme mittels Vibrationswendelförderer, mit der bis zu 1000 Tabletten pro Minute untersucht und sortiert werden können;
- „Vibrant“ in Barcelona, Spanien wurde in den 1990er-Jahren zugekauft und erwarb Spezialkompetenzen in Verpackungsanwendungen.
- „PSA“ in Schwäbisch Hall wurde 2011 gegründet und ist zuständig für Zuführsysteme für die Pharmazeutische Industrie.[3]
- „RNA Digital Solutions“ in München übernimmt 2020 das Startup-Unternehmen „Hofmann & Stirner Zuführsysteme GmbH“, das den Bereich der digitalen Zuführsysteme, KI und Simulation bearbeitet.
- „FSA Zuführtechnik GmbH“ in Amberg wurde 2025 gegründet und ist spezialisiert auf digitale, komplett konstruierte und gefräste Sortiertöpfe aus Polyamid und Aluminium.

Als Kooperationspartner arbeiten zudem fast zwanzig Vertragshändler weltweit mit RNA zusammen sowie das RNA Sales Office in Mailand in Italien.
Sämtliche Anlagen des Unternehmens sind gemäß DIN EN ISO 9001:2008, CSA Certificate of Compliance Class 3882 01 – Conveyors und Class 3882 81 – Conveyors US-Standards zertifiziert.